# Cuereta de Madagascar
La cuereta de Madagascar (Motacilla flaviventris) és un ocell de la família dels motacíl·lids (Motacillidae).

## Hàbitat i distribució
Habita camp obert, ciutats i corrents fluvials de les terres baixes de Madagascar.